# Gisela Wiese
Gisela Wiese (* 29. Mai 1924 in Berlin; † 30. April 2010 in Hamburg) war eine deutsche Bürgerrechtlerin.

## Leben

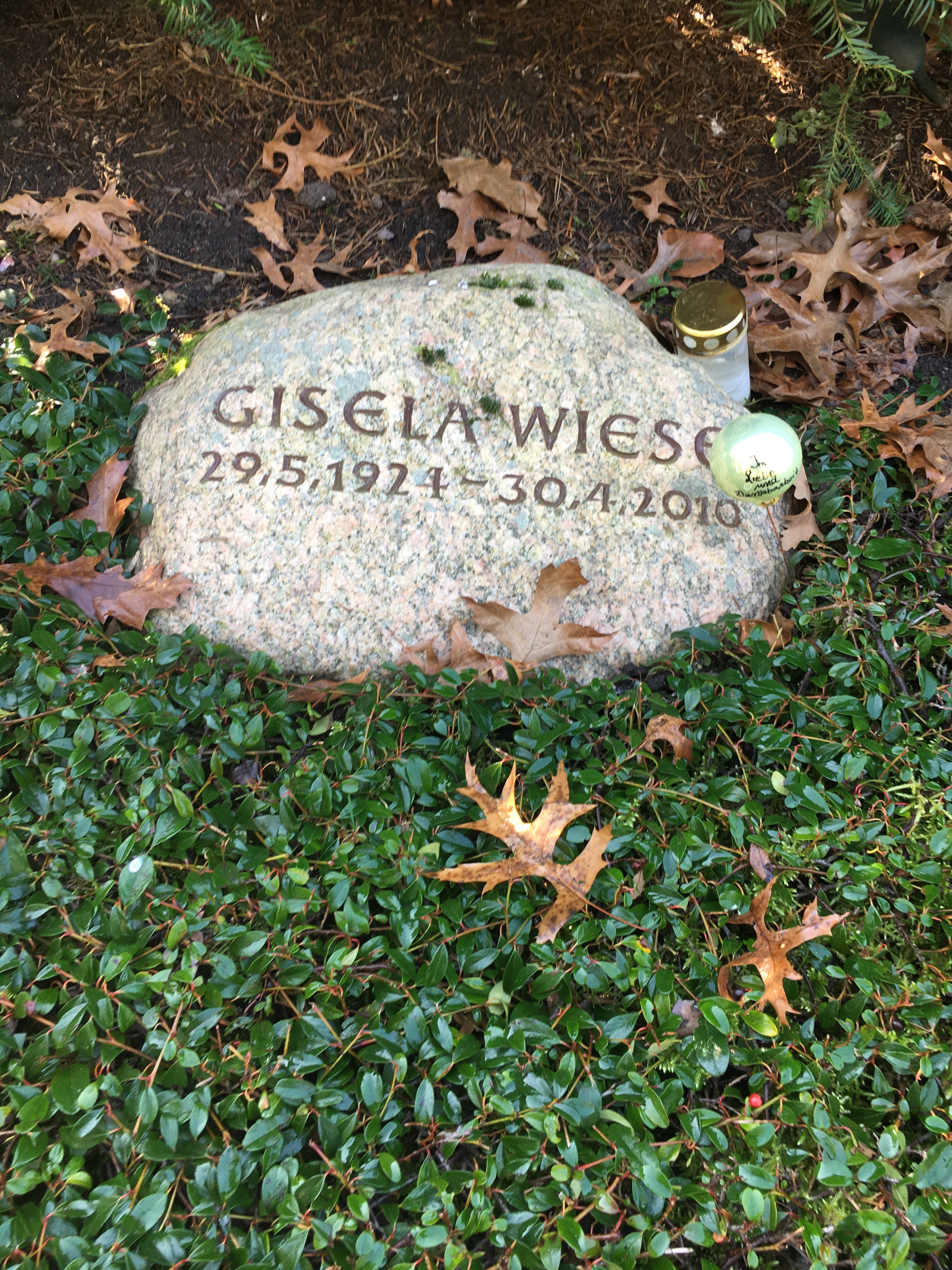
Grabstätte auf dem Friedhof Ohlsdorf

Die Kindheit verbrachte Gisela Wiese bei ihren Großeltern, die als überzeugte Protestanten im Geist der Bekennenden Kirche Jüdinnen und Juden gegen die Nationalsozialisten halfen. Die Gestapo ermordete den Großvater. Gisela Wiese ließ sich zur Hortnerin ausbilden. Geprägt von den Erinnerungen der Shoah und des Nationalsozialismus engagierte sie sich nach ihrem Umzug nach Hamburg für die Verfolgten des Nationalsozialismus und begleitete die Zeugen in den Hamburger Prozessen gegen KZ-Aufseher, gründete 1986 das Auschwitz Komitee in der Bundesrepublik Deutschland e. V. mit und beobachtete die Prozesse gegen RAF-Mitglieder. Nach dem Krieg zum Katholizismus konvertiert, war sie von 1990 bis 2000 Vizepräsidentin der deutschen Sektion der internationalen katholischen Friedensbewegung Pax Christi, seit 2000 Ehrenpräsidentin. Sie suchte in ihrem Engagement die Seite der Opfer. Als sie deshalb 1995 öffentlich über Militärinterventionen im Balkankrieg nachdachte, kam es zu einer der heftigsten Auseinandersetzung bei Pax Christi seit der Gründung der Bewegung. Als Zeitzeugin warnte Wiese gemeinsam mit Marei Obladen, mit der sie eine lange Freundschaft verband, in vielen Veranstaltungen und Schulbesuchen, Vorträgen und Gottesdiensten vor neuen Formen des Nationalismus und Rechtsextremismus.
Gisela Wiese war Leiterin eines Kindergartens in Hamburg. Sie verstarb in Hamburg und wurde auf dem dortigen Friedhof Ohlsdorf beigesetzt. Die Grabstätte im Planquadrat M 29 liegt unmittelbar bei Kapelle 10.